# 18e division d'artillerie (Allemagne)
Pour les articles homonymes, voir 18e division.
La 18e division d'artillerie (allemand : 18. Artillerie-Division) est une ancienne division d'Artillerie de la Heer. C'est la seule division de cette arme qui fut mise sur pied par l'Allemagne durant la Seconde Guerre mondiale.

## Historique

### Genèse et création
Cette « étrangeté organique et tactique » fut conçue par le maréchal Erich von Manstein et créée sur les arrières du groupe d'armées Sud en décembre 1943. Pour la concevoir, l'état-major allemand avait pris modèle sur le système soviétique, qui comptait dans son ordre de bataille bon nombre de brigades et de divisions d'artillerie, dont l'efficacité tactique au combat avait, au cours de la fin de l'année 1943, coûté à la Wehrmacht de tragiques pertes tant en hommes qu'en matériel.
- Pour constituer cette nouvelle division, l'état-major de von Manstein se servit de l'état-major et de diverses unités appartenant à la 18e Panzer Division (= 18e division blindée).
- Au moment de sa formation, le 1er octobre 1943, la 18° Division d'Artillerie, comprenait 8 bataillons d'artillerie lourde tractée ou motorisée, représentant une puissance de feu de 9 Howitzer (=Mortiers lourds) de 210 mm, 30 canons de 150 mm, 48 pièces de 105 mm et une dizaine de 100 mm.

### Carrière opérationnelle
- Aux débuts de 1944, rattachée au XLVIII. Panzerkorps (= 48e corps d'armée blindé), de la 4. Panzer-Armee (=4e armée blindée), elle fut engagée lors de la bataille de Jitomir et joua un rôle capital dans la destruction de la 1re Armée Blindée soviétique au sud de Tcherkassy. En mars 1944, elle prit part à la défense de Tarnopol, dans les rangs de la 1. Panzer-Armee.

### Dissolution
C'est Adolf Hitler qui aurait pris la décision de la dissoudre, à la prétendue demande du maréchal Walter Model (Nota bene: cette dernière assertion demeure sujet à controverse et n'est en aucune manière prouvée), dissolution qui prit effet au 27 juillet 1944, l'état-major divisionnaire de la 18e, étant reversé au nouveau Panzerkorps Großdeutschland, unité d'élite de la Heer (= armée de terre), dont il devait fournir l'état-major. Ses anciennes unités organiques furent redistribuées entre diverses brigades d'artillerie déjà existantes.

### Résultats d'une expérience
- Cette expérience, unique en son genre, ne fut plus répétée et, bien que l'on puisse relever l'existence d'environ 12 Volks-Artillerie-Korps (= corps d'armée populaire d'artillerie), créés sur le Front de l'Ouest, à la fin 1944 et en 1945, aucun ne dépassa la valeur d'un simple régiment. Ainsi, par exemple :
  - Le Volks-Artillerie-Korps 166, créé en mars 1945, se composait en tout et pour tout d'un seul et unique bataillon du 1548e régiment d'artillerie, à 2 batteries de campagne.
  - Le Volks-Artillerie-Korps 407, créé en novembre 1944 et qui devait combattre dans les Ardennes puis sur le Front de l'Est, alignait un total de 70 pièces d'artillerie, dont plus de 40 mortiers et obusiers.
- Il est exact qu'au total, la Wehrmacht créa 4 autres divisions d'artillerie, les 309e, 310e, 311e et 312e, mais aucune ne fut réellement mise sur pied et toutes furent renommées « artillerie du haut-commandement » no 309, 310, 311 et 312.

## Organisation

### Commandants
| Date                              | Grade           | Commandant     |
| --------------------------------- | --------------- | -------------- |
| 20 octobre 1943 - 28 février 1944 | Generalleutnant | Karl Thoholte  |
| 28 février 1944 - ? avril 1944    | Generalmajor    | Gerhard Müller |
| ? avril 1944 - ? juillet 1944     | Generalleutnant | Karl Thoholte  |

## Ordre de bataille
- Artillerie Regiment 88
- Artillerie Regiment 288
- Artillerie Regiment 388
- Sturm-Geschütz Batterie 741 -(= batterie de canons d'assaut)
- Heeres-Flak Abteilung 280 - (= bataillon de DCA de l'armée de terre)
- Schützen Abteilung 88     - (= bataillon de protection)
- Beobachtung Abteilung 4  -  (= bataillon d'observation)
- Feuerleit-Batterie 18
- Divisions-Nachrichten-Abteilung 88
- Artillerie-Feldersatz-Abteilung 88
- Nachschubtruppen 88